# Quassia maiana
Quassia maiana là một loài thực vật có hoa trong họ Thanh thất. Loài này được (Casar.) Noot. miêu tả khoa học đầu tiên năm 1963.